# El Carpio
El Carpio è un comune spagnolo di 4 394 abitanti situato nella comunità autonoma dell'Andalusia.

## Geografia fisica
Il territorio è attraversato dal Guadalquivir.